# HD93507
HD93507 — хімічно пекулярна зоря спектрального класу A0, що має видиму зоряну величину в смузі V приблизно  8,4.
Вона  розташована на відстані близько 1113,2 світлових років від Сонця.

## Пекулярний хімічний склад
Зоряна атмосфера HD93507 має підвищений вміст 
Si
.

## Магнітне поле
Спектр даної зорі вказує на наявність магнітного поля у її зоряній атмосфері.
Напруженість повздовжної компоненти поля оціненої з аналізу
крил ліній Бальмера
становить 2164,0± 278,1 Гаус.